# 223 (nombre)
Cet article concerne le nombre 223. Pour l'année, voir 223.
223 (deux cent vingt-trois) est l'entier naturel qui suit 222 et qui précède 224.

## En mathématiques
Deux cent vingt-trois est :
- un nombre premier.
- la somme de trois nombres premiers consécutifs (71 + 73 + 79).
- la somme de sept nombres premiers consécutifs (19 + 23 + 29 + 31 + 37 + 41 + 43).
- un nombre premier long.
- un nombre premier chanceux.
- le quatrième nombre de Carol.
- un nombre premier cousin avec 227.
- un nombre strictement non palindrome.
- le plus petit nombre requérant 37 puissances cinquièmes pour une représentation de Waring.

## Dans d'autres domaines
Deux cent vingt-trois est aussi :
- Le nombre atomique du Francium
- La référence du calibre de la .223 Remington
- Années historiques : -223, 223
- Le nombre de  lunaisons qui composent un saros